# 翁奇楠命案
翁奇楠命案是2010年5月28日16點18分發生於臺灣臺中市「日月生物科技公司」的一樁犯罪案。被害人翁奇楠是一名有綁架、強盜殺人等前科的地方角頭，假釋金盆洗手後被槍擊身亡。案件導致台中當地治安與警紀問題受到了各界關注，市長申請中央警力進駐，警政署批准派遣維安特勤隊進駐臺中市整頓治安
。

## 背景
在案發前，地方角頭楊定融與翁奇楠義子「飛針」曾有結怨，加上與翁奇楠的賭債糾紛，因此有人認為是楊定融及其他台中地方角頭集資買兇槍擊翁奇楠。另外，亦盛傳外省掛幫派意圖擴張在台中市的勢力地盤，因而發生糾紛。先前當事人已遭遇兩起槍擊案：一是2009年1月，在酒店外遭槍擊，逃過一劫；之後在2009年12月某茶行，歹徒持M16步槍，從車上朝大門掃射十餘槍，無人受傷。台中市警局於2010年8月26日由時任內政部長江宜樺、台中市長胡志強，及台中市警察局長王卓鈞召開破案記者會，宣告破案。

## 案件相關人士

### 翁奇楠身邊人際關係圖
- 廖國豪:殺手，判刑30年有期徒刑
- 楊定融:涉嫌幕後教唆者，因教唆廖國豪槍殺另一名趙姓男子未遂案件，該案判刑11年有期徒刑
- 林英豪:車手，血癌身亡

### 廖國豪（行兇殺手）
廖國豪（1992年6月18日－），台語暱稱古錐仔（小可愛），行兇時未滿18歲。2007年6月，結束學生生活，曾涉及其他槍擊案致人重傷。
據稱案發當時，廖國豪持制式手槍三進三出。案發後疑似在幕後指使者協助下潛逃，成為最年少的槍擊犯。案發後相關報導表示兇嫌未成年，其它媒體陸續跟進，但警方為防止相似事件發生，所以未透漏兇嫌未成年。
2010年8月25日本案槍手廖國豪投案。
由於犯案當時未滿18歲，因此由少年法庭審理。
廖國豪投案後，提起他學生時期時經常翹課，因此被老師放棄，且希望家屬需要多關心自己家小孩，且列為關懷對象。
廖國豪一審被合併重判有期徒刑25年。由於犯案當時未滿18歲，不能判處死刑或是無期徒刑。高等法院二審認為廖國豪沒有悔意，因此刑度加重，判處有期徒刑最高上限30年、此為少年犯最高刑度，併科罰金120萬元。最高法院三審宣判，合併判處廖國豪有期徒刑30年、併科罰金120萬元，全案定讞。